# واحد پروتکل داده
واحد پروتکل داده (به انگلیسی: (protocol data unit (PDU) به بسته‌ای از داده‌ها که در شبکه کامپیوتری قرار است بین موجودیت ها در حال تبادل باشند گفته می‌شود. PDU به مجموعه ای از پروتکل های برای کنترل اطلاعات و همچنین داده هایی که باید انتقال یابند گفته می‌شود.
در شبکه هایی با معماری لایه ای ،هر لایه  پروتکل ها طراحی شده برای اتقال داده با لایه های بالایی و پایینی خود را انجام میدهند.  به عنوان مثال پروتکل هدایت انتقال برای انتقال داده از روش اتصال گرا استفاده میکند که در این روش به هر  PDU یک Segment گفته میشود، در مثالی دیگر  پروتکل داده‌نگار کاربر که از دیتاگرام به عنوان پروتکل واحد داده برای اتصال استفاده میکندکه در این پروتکل به هر  PDU  یک بسته شبکه گفته میشود. 

## مثال
PDU در مدل مدل اتصال متقابل سامانه‌های باز به شرح زیر است :
- لایه چهارم (لایه انتقال): PDU در این لایه به عنوان Segment و یا دیتاگرام نامیده میشود.
- لایه سوم (لایه شبکه):  PDU در این لایه به عنوان Packet نامیده میشود.
- لایه دوم (لایه پیوند داده‌ای): PDU در این لایه به عنوان Frame نامیده میشود.
- لایه یک (لایه فیزیکی):  PDU در این لایه به عنوان Bit  و یا Stream نامیده میشود.